# Красная Елха
 Красная Елха — опустевший поселок в Клявлинском районе Самарской области в составе сельского поселения станция Клявлино.

## География
Находится на расстоянии примерно 14 километров по прямой на юг от районного центра железнодорожной станции Клявлино.

## Население
Постоянное население составляло 7 человек (мордва 100%) в 2002 году, 143 в 2010 году.